# 虎ノ門ヒルズ駅
虎ノ門ヒルズ駅（とらのもんヒルズえき）は、東京都港区虎ノ門一丁目にある、東京地下鉄（東京メトロ）日比谷線の駅である。駅番号はH 06。
森ビルが建設費用の大半を負担する請願駅として建設された。

## 歴史
- 2014年（平成26年）10月14日：都市再生機構と東京メトロが虎ノ門地区に「（仮称）虎ノ門新駅」の建設を発表[5]。
- 2016年（平成28年）2月8日：当駅の工事に着手[6]。
- 2018年（平成30年）12月5日：駅名を「虎ノ門ヒルズ駅」に決定[7]。
- 2020年（令和2年）6月6日：暫定開業[8][1][9]。東京メトロ銀座線虎ノ門駅との乗り換え業務を開始[1][10]。
- 2023年（令和5年）7月15日：「虎ノ門ヒルズ ステーションタワー」竣工に合わせて本開業[3][注 1]。改札を地下2階に移設し、従来の暫定改札およびA1・A2出入口を閉鎖、A1a・A1b・A2a・A2b出入口を新設[3]。

## 駅構造
長さ147 mの相対式ホーム2面2線（幅は1番線側が最大約8 m、2番線側が約4 m）を有する地下駅。
ホームは地下1階、改札は地下2階にあり、出入口は「虎ノ門ヒルズ ステーションタワー」と一体化しているほか、改札外に銀座線虎ノ門駅や東京BRTのバスターミナル（「虎ノ門ヒルズ ビジネスタワー」内）に通じる地下連絡通路（約440 m）が設置されている。
2020年の暫定開業時は地下1階のみの供用で、ホームの中目黒寄りに上下線それぞれ地上直結の改札・出入口（A1・A2出入口）が暫定的に設けられていた。また改札内での上下ホーム間の移動はできず、1番線ホームには虎ノ門駅への地下連絡通路に直結する改札があった一方で、2番線ホームと虎ノ門駅の往来は地上を経由する必要があった。2023年の最終完成時に地下1階の改札・出入口は全て閉鎖され、地下2階の改札1か所に集約されるとともに、地下連絡通路も地下2階を介して接続する形となった。
当駅の建設工事の事業主体は都市再生機構で、施工は土木工事と地下施設の建築工事を鹿島・大林組共同企業体が、地上施設の建築工事を大和リースとフジタが担当している（設計・工事は都市再生機構が東京地下鉄に委託）。2020年東京オリンピック・パラリンピック前の開業に間に合わせるように効率的な施工が求められたため、地下1階では建築工事、地下2階では土木工事と別々の作業をする重層施工を採用している。地下1階の建築工事は、土留め壁を設けて掘削を行う開削工法を採用した。また、営業運転中の列車と乗客の安全を確保するため，工事は既設構造物への影響が少ないアンダーピニング工法を採用し、日比谷線の荷重を受けながら掘削を実施した。総工費は約360億円を見込む。

### のりば
| 番線 | 路線     | 行先               |
| ---- | -------- | ------------------ |
| 1    | 日比谷線 | 中目黒方面         |
| 2    | 日比谷線 | 北千住・南栗橋方面 |

（出典：東京メトロ:構内図）
- 座席指定列車「THライナー」は、当駅は久喜方面からの列車のみ設定され、乗降は座席指定券無しで可能[16][17]。

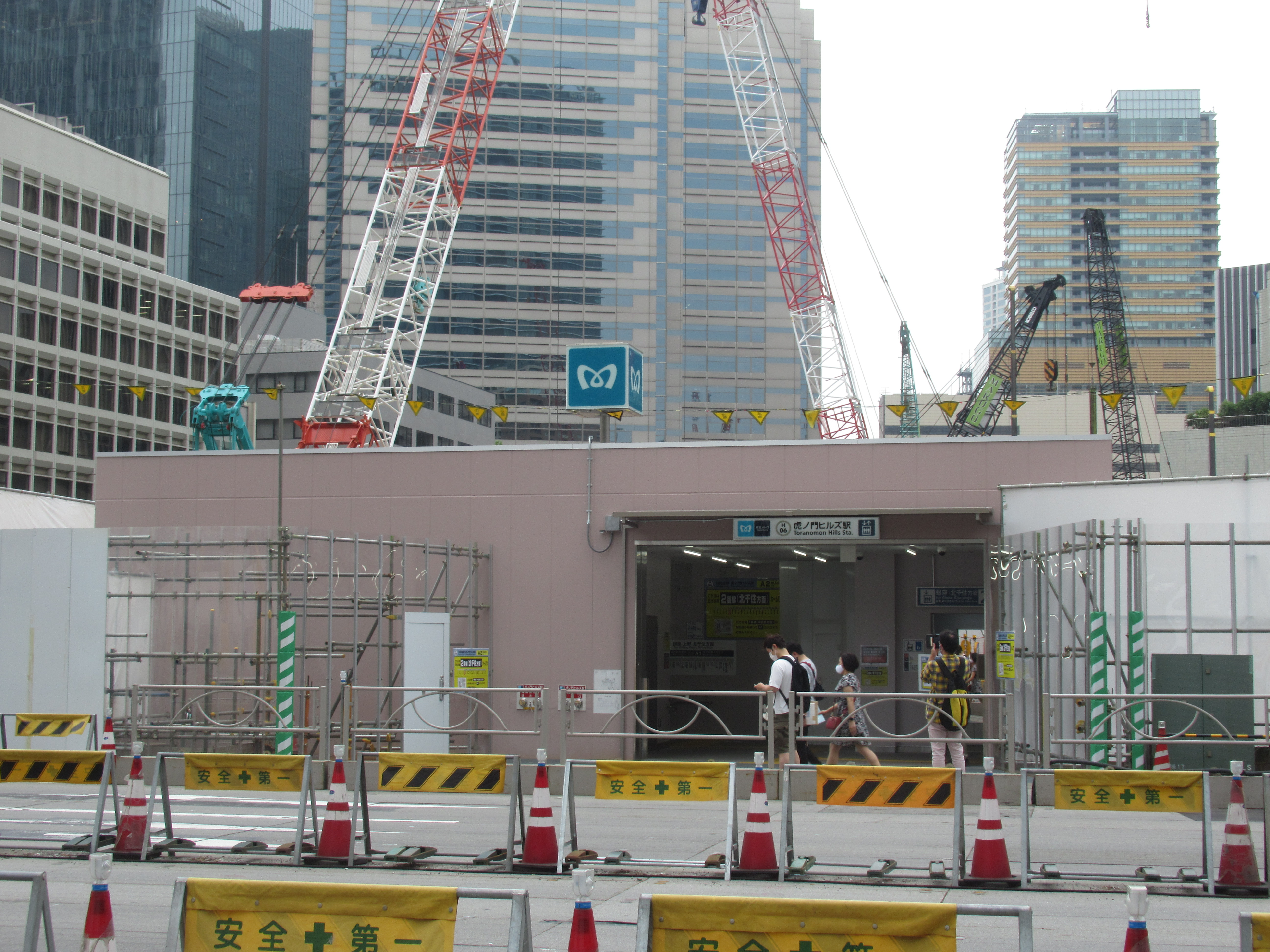
開業時のA2出入口（2020年6月6日撮影、現在は閉鎖）
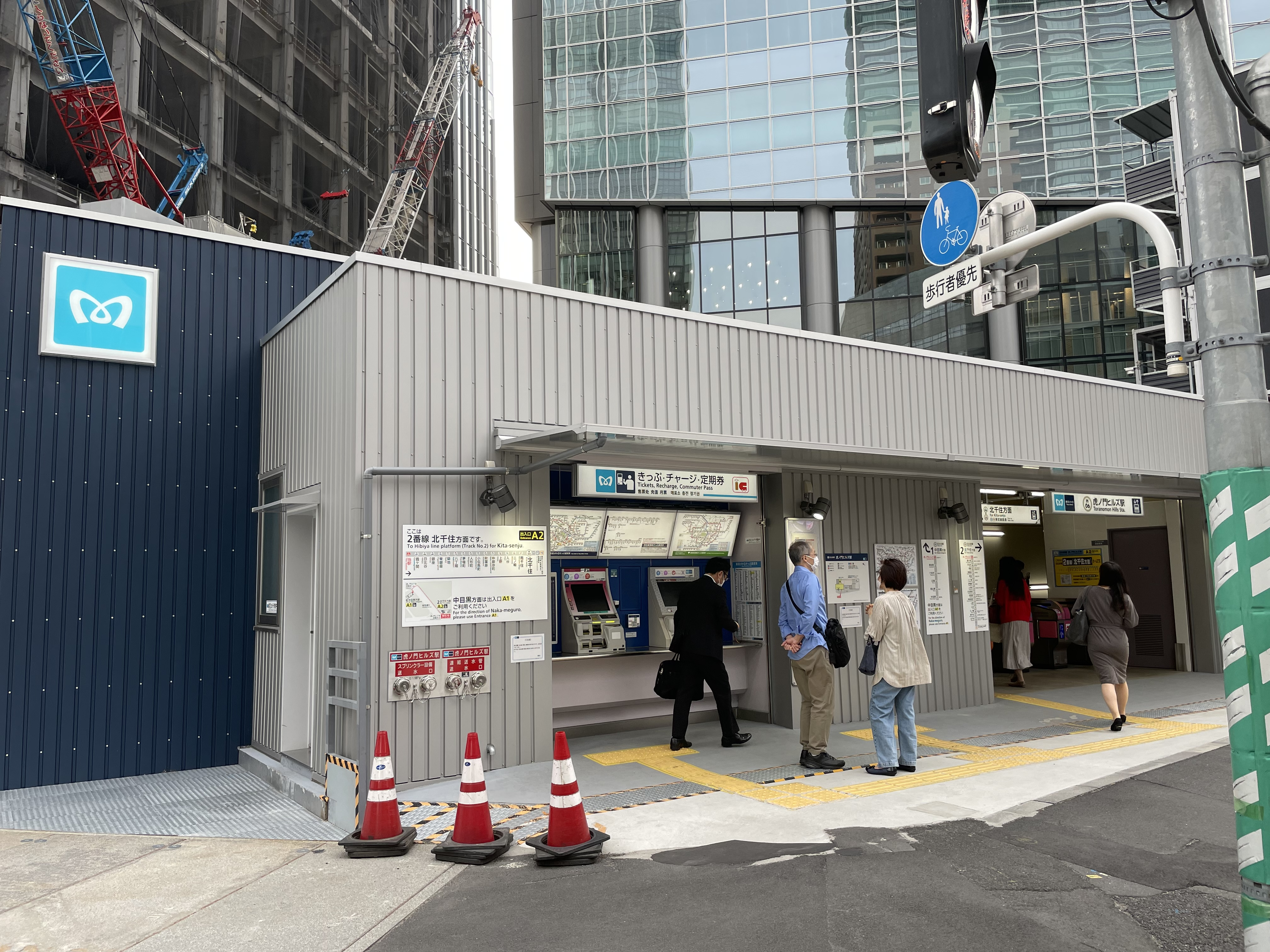
開業2年後のA2出入口（2022年5月6日撮影、現在は閉鎖）
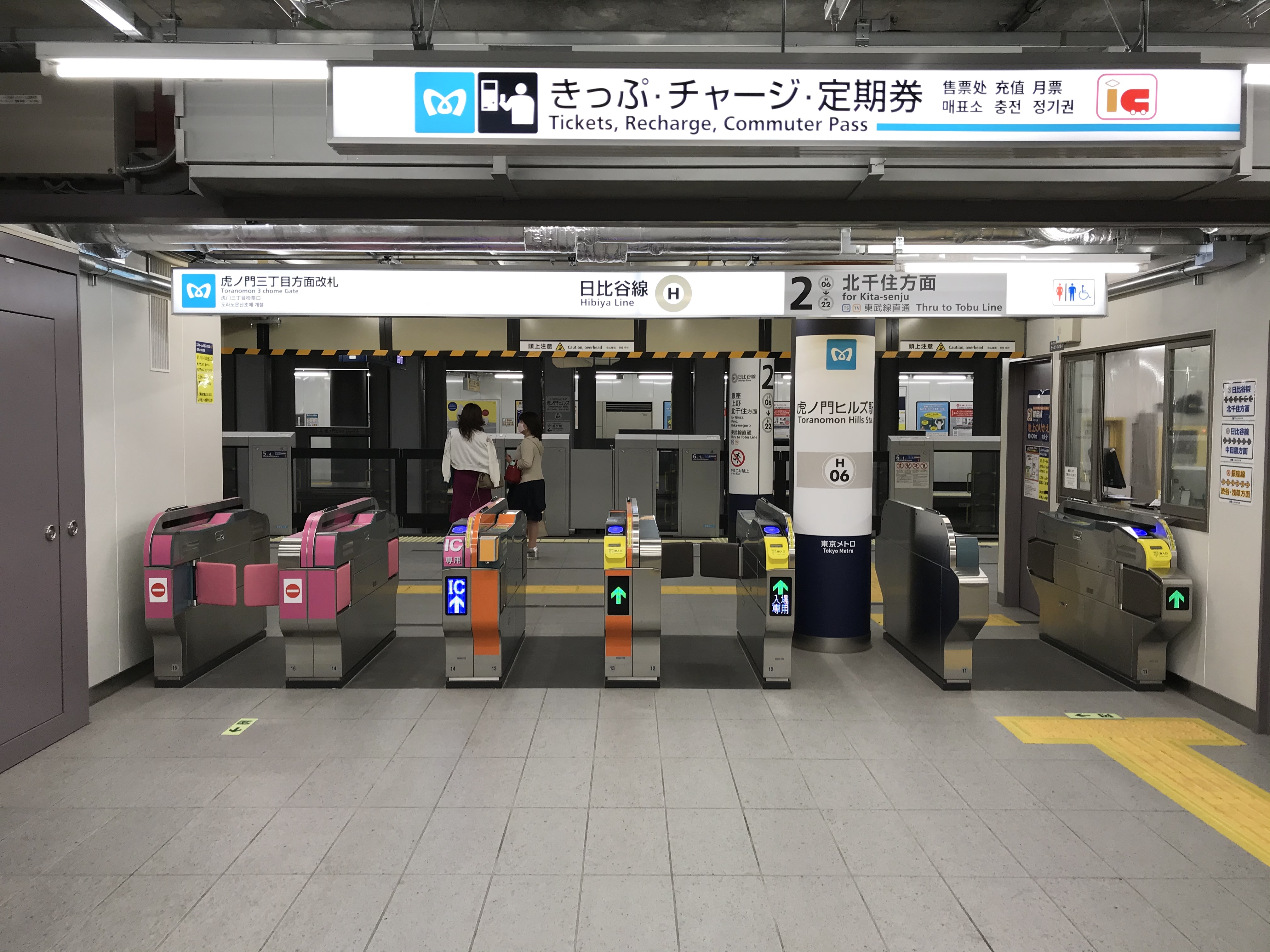
虎ノ門三丁目方面改札口（2020年6月27日撮影、現在は閉鎖）
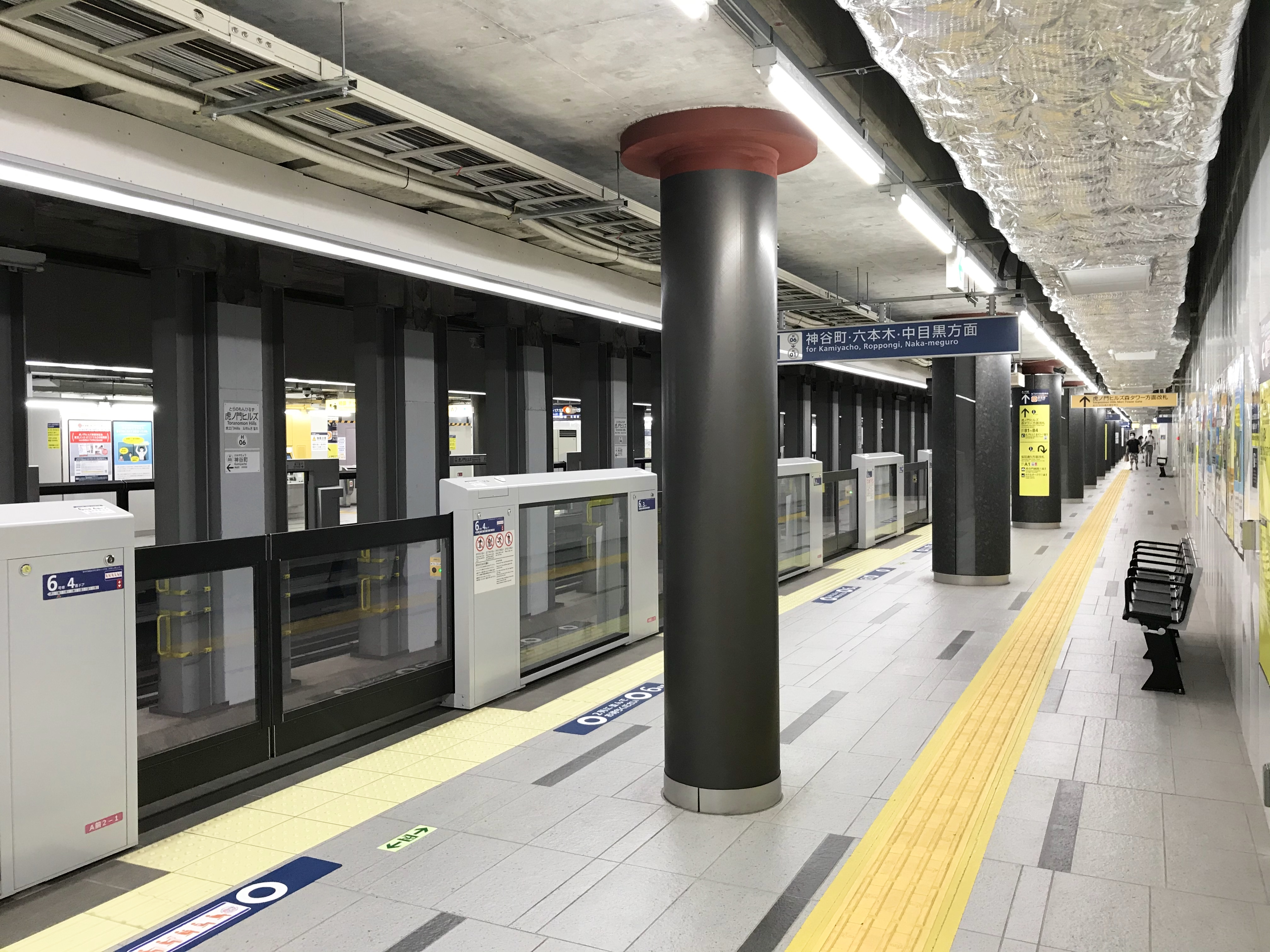
ホーム（2020年6月27日撮影）
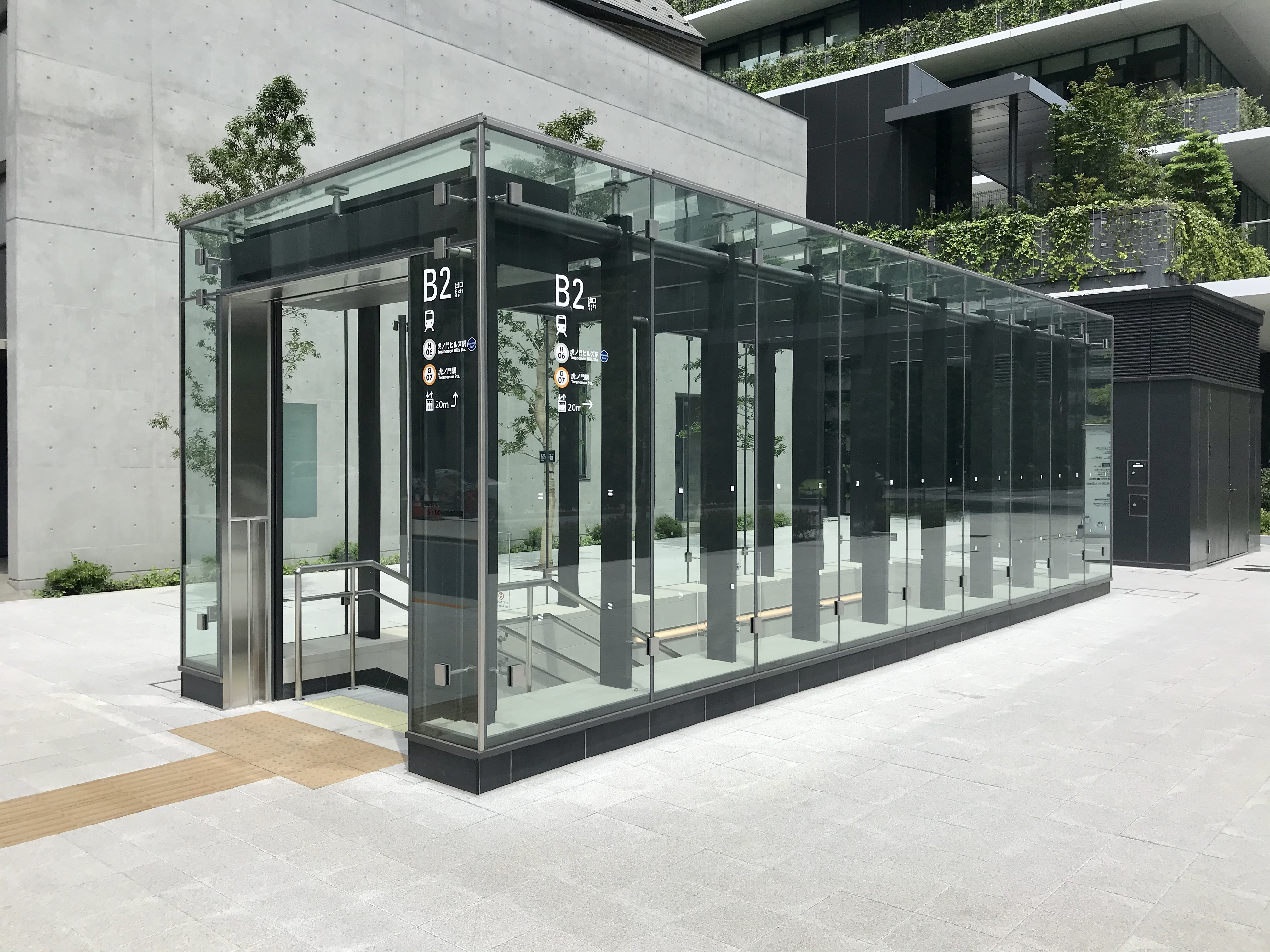
B2出入口（2020年6月3日撮影）

### 発車メロディ
開業当初からスイッチ制作の発車メロディ（発車サイン音）を使用している。
曲は1番線が「輝く都市」、2番線が「夏雲」（いずれも福嶋尚哉作曲）である。

## 利用状況
2024年度の1日平均乗降人員は56,595人であり、東京メトロ全130駅中67位。
開業後の1日平均乗降・乗車人員の推移は下表の通りである。
| 年度               | 1日平均 乗降人員 | 1日平均 乗車人員 | 出典 |
| ------------------ | ---------------- | ---------------- | ---- |
| 2020年（令和02年） | 22,864           |                  |      |
| 2021年（令和03年） | 27,782           |                  |      |
| 2022年（令和04年） | 34,454           |                  |      |
| 2023年（令和05年） | 45,172           |                  |      |
| 2024年（令和06年） | 56,595           |                  |      |

備考
1. ↑  2020年6月6日開業。開業日から翌年3月31日までの定期：304日間・定期外：299日間を集計したデータ。

## 駅周辺
- 虎ノ門ヒルズ
  - 森タワー
  - レジデンシャルタワー

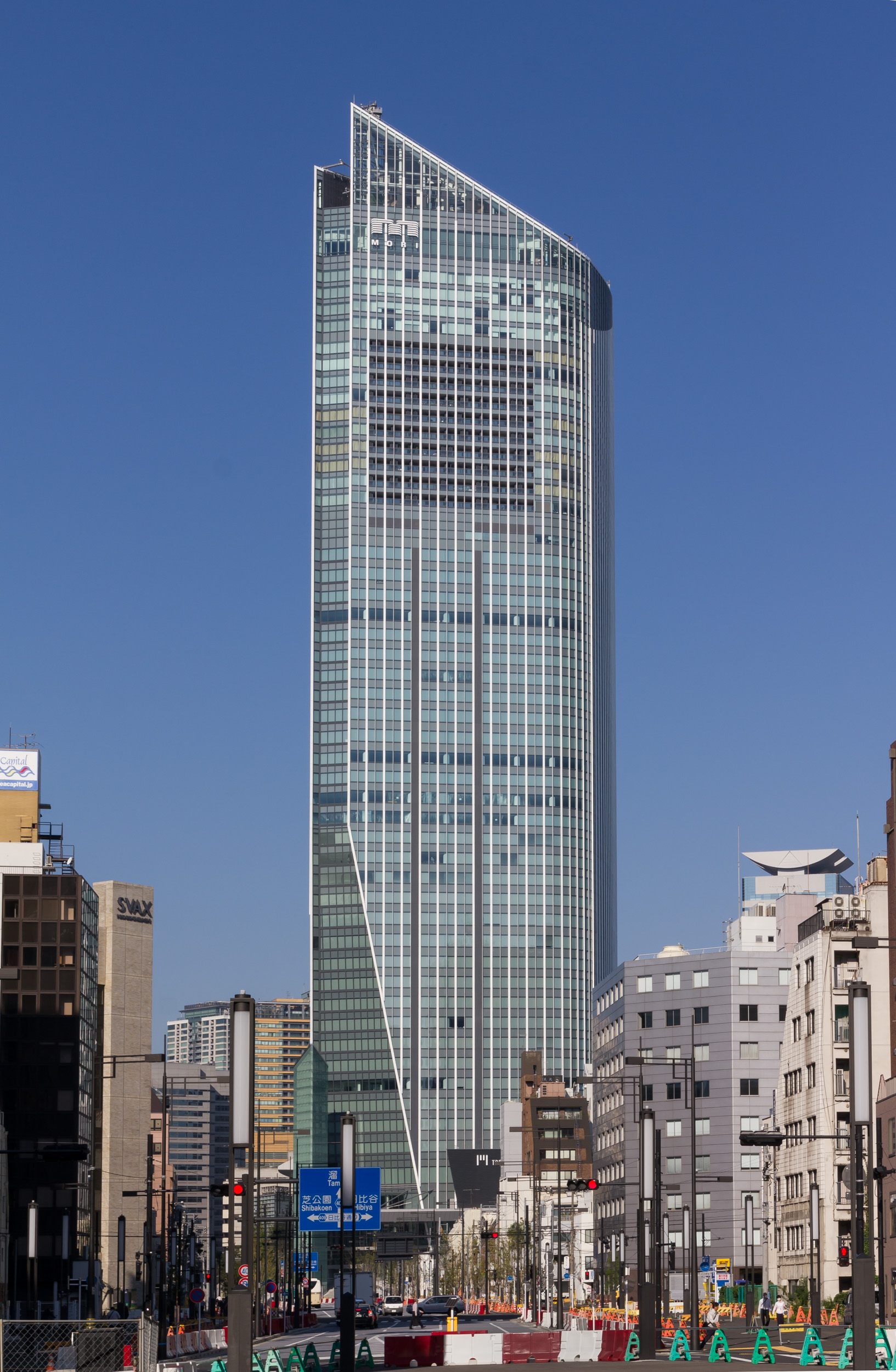
虎ノ門ヒルズ森タワー

  - ビジネスタワー - 東京BRTなどが発着するバスターミナルを併設[23]
  - ステーションタワー
- 虎ノ門駅（東京メトロ銀座線）
- 霞が関コモンゲート
- 中央合同庁舎第7号館
  - 文部科学省
    - 文化庁
    - スポーツ庁
    - 国立教育政策研究所
    - 科学技術・学術政策局

  - 金融庁
  - 会計検査院
- 特許庁
- 気象庁・港区立教育センター合同庁舎
  - 気象庁
  - 気象科学館
  - 港区立教育センター
  - 港区立みなと科学館
- 駐日アメリカ合衆国大使館
- 駐日ナイジェリア大使館
- ホテルオークラ東京
- 虎の門病院
- 東京慈恵会医科大学附属病院
- 東京慈恵会医科大学（西新橋キャンパス）
- K.I.T.虎ノ門大学院
- 中小企業基盤整備機構
- 霞が関ビルディング
- 虎ノ門ツインビルディング
  - エネルギー・金属鉱物資源機構
- 日本財団
- 笹川平和財団
- 虎ノ門琴平タワー
- 赤坂インターシティ
- 赤坂インターシティAIR
- 住友不動産虎ノ門タワー
- 商船三井本社
- 三会堂ビル
- 虎ノ門アルセアタワー
  - 国立印刷局
  - 本田技研工業
- 愛宕神社
- 虎ノ門・金刀比羅宮
- NHK放送博物館
- 日本消防会館
- 大倉集古館
- 菊池寛実記念 智美術館
- 国道1号（桜田通り）[12]
- 環二通り[12]

## バス路線
虎ノ門ヒルズビジネスタワー1階のバスターミナルと地下通路で直結している。
この他、周辺道路上に以下の停留所が設置されている。
- 虎ノ門三丁目（A2a出入口南方）
  - 渋88系統：新橋駅前行（都営バス）

※渋谷駅前行のりばは当駅から離れた神谷町駅付近に位置する。
※駅直上の虎ノ門二丁目停留所は、当駅工事に伴い2016年11月14日より休止中。
- 愛宕一丁目（A1a出入口東方）・虎ノ門一丁目（B4出入口〈連絡通路〉付近）
  - ちぃばす芝ルート：新橋駅行 / みなとパーク芝浦行（フジエクスプレス）

## 隣の駅
東京地下鉄（東京メトロ）
 日比谷線（霞ケ関以西は全列車が各駅に停車）
神谷町駅 (H 05) - 虎ノ門ヒルズ駅 (H 06) - 霞ケ関駅 (H 07)
- 当駅の開業と同時に、霞ケ関駅から北千住駅方面にある各駅の駅ナンバリングがそれぞれ1ずつ大きな値に変更された[1]。